# Rohr (Bern)

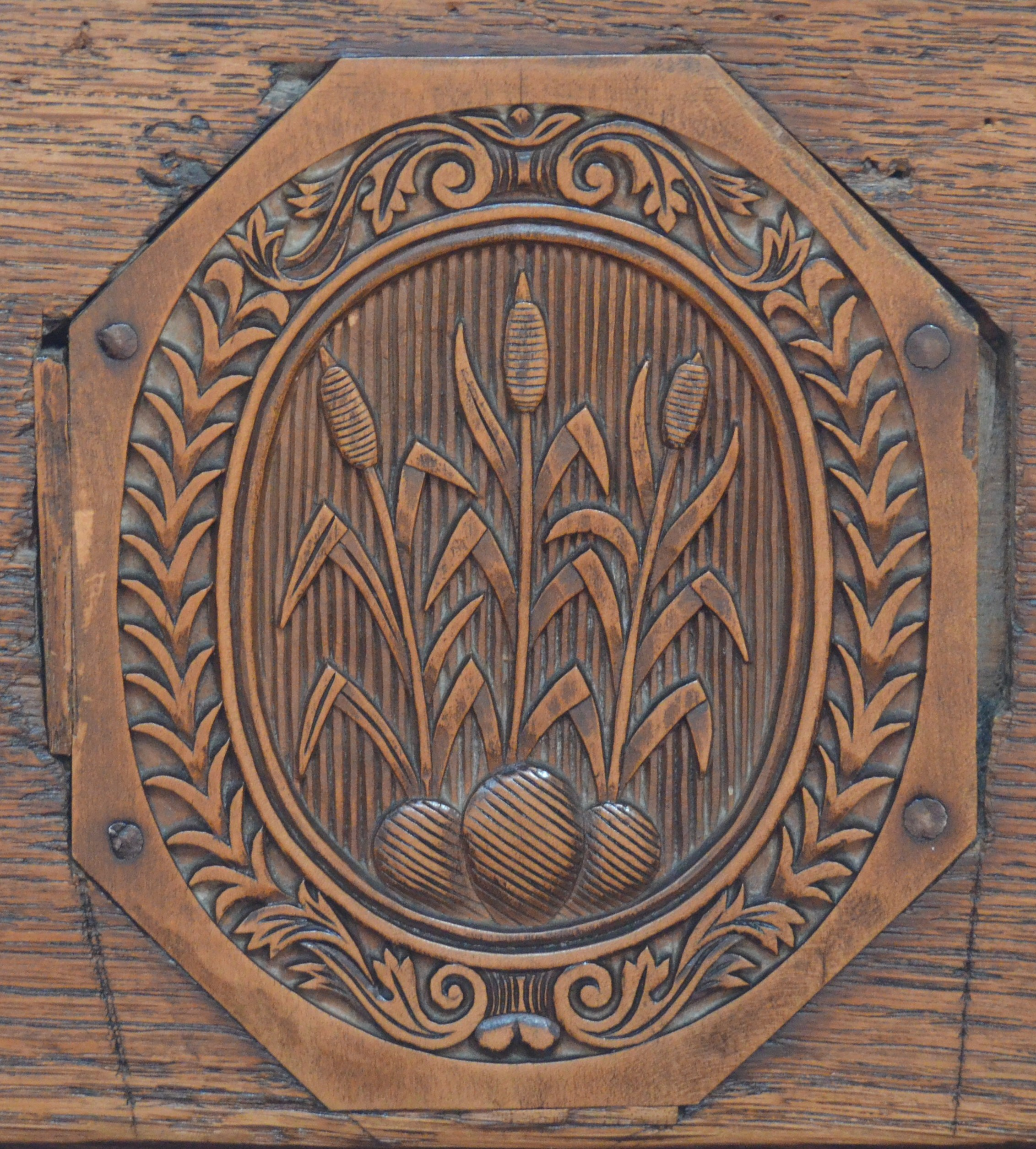
Berner Münster, Kirchenortschild Rohr (um 1700)

Die Rohr in Bern sind mehrere, wohl alle aus dem Aargau stammende Geschlechter, die sich im 16. und frühen 17. Jahrhundert in Bern niederliessen.
Der Familienname Rohr ist in Bern seit dem 15. Jahrhundert bezeugt. Die älteste, heute noch auf der Gesellschaft zu Schmieden blühende Familie ist auf den Schneider Sebastian Rohr († 1595), Landvogt zu Schenkenberg und Stiftschaffner, zurückzuführen. 
Das jüngere, der Gesellschaft zu Mittellöwen angehörige Geschlecht geht auf den aus Staufen stammenden Schneider Martin Rohr zurück, der sich 1604 in Bern mit Maria Bäckli verheiratete und 1609 das Burgerrecht von Bern erhielt. Die Rohr aus Staufen wurden später zu Ewigen Einwohnern herabgestuft, die Brüder Emanuel Rohr (1725–1807) und Samuel Rohr (1727–1819) erlangten jedoch 1768 durch obrigkeitliche Urkunde wiederum das uneingeschränkte Burgerrecht.
Der Regisseur Peter Schulze-Rohr und dessen Bruder, der Stadtplaner Jakob Schulze-Rohr, waren Söhne des Orgelbauers Herbert Schulze (1895–1985) und der Dorothea Rohr (1897–1990) und Enkel des Pfarrers Johann Eduard Ernst Rohr (1859–1944). 

## Personen
Schmieden

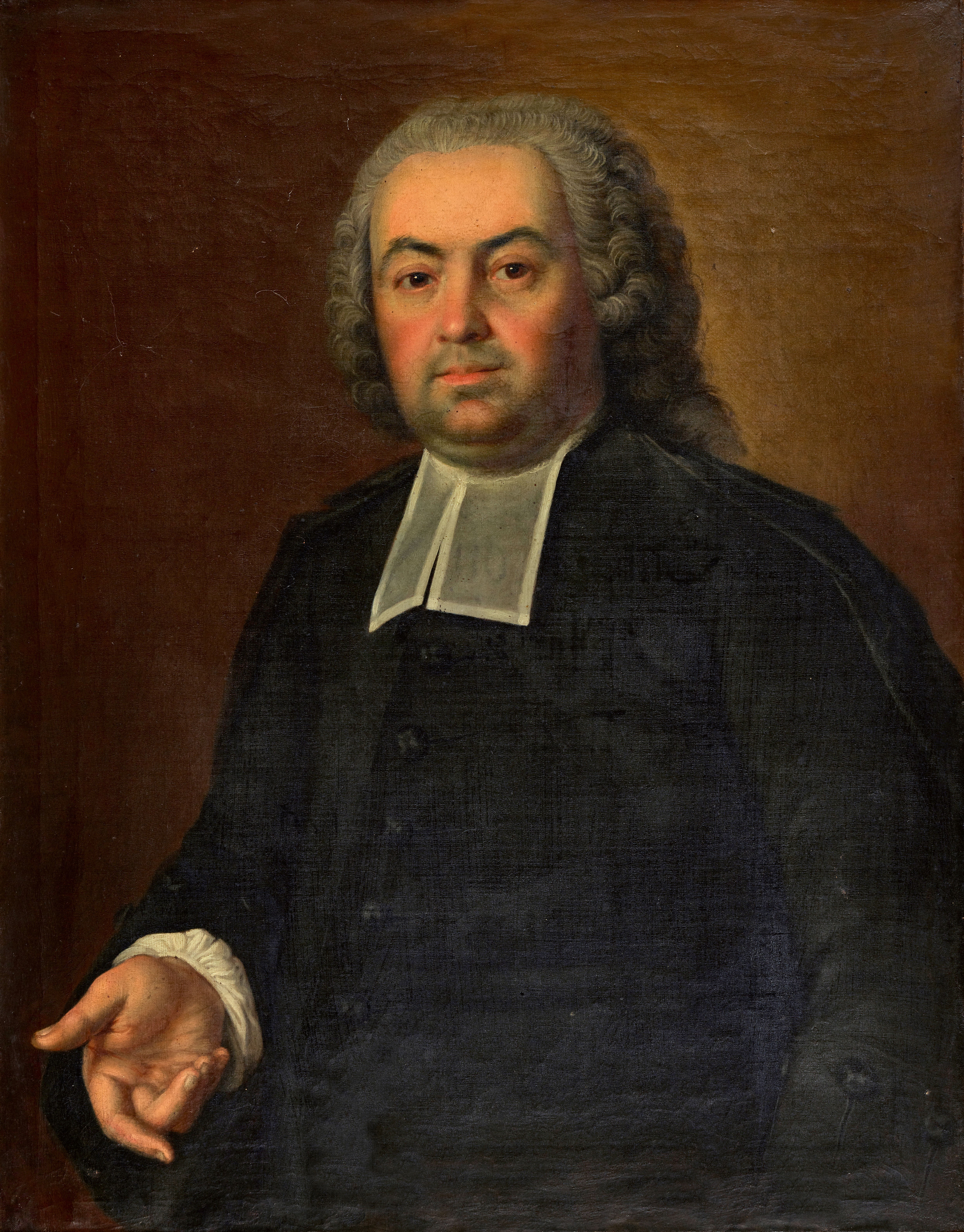
Emanuel Rohr (II.), Pfarrer zu Niederbipp und Sigriswil (1765)

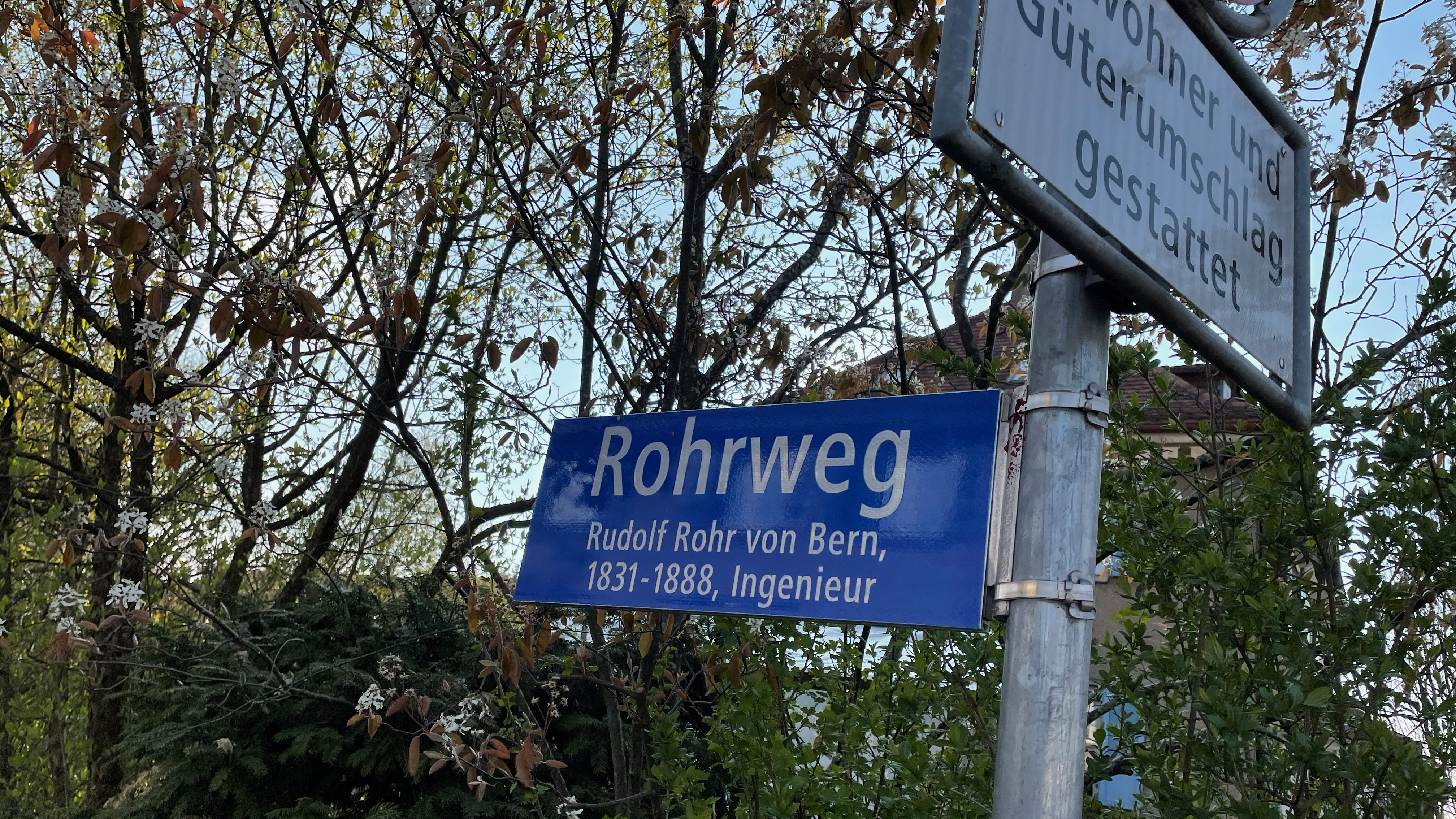
Der Rohrweg in Bern ist nach dem Ingenieur und Regierungsrat Rudolf Rohr benannt

- Gerhard Rohr (I.) (1562–1636), Gerber, Landvogt zu Erlach und zu Schenkenberg, Hofmeister zu Königsfelden
- Gerhard Rohr (II.) (1616–1688), Notar, Ohmgeltschreiber, Gerichtsschreiber zu Interlaken, Landvogt zu Interlaken
- Bendicht Rohr (1642–1719), Siechenschreiber, Kastlan zu Frutigen, Kornherr, Mushafenschaffner

Mittellöwen, älteres Geschlecht († 1688)
- Peter Rohr († 1592), Goldschmied, Münzmeister, Mitglied des Grossen Rats 1559
- Kornelius Rohr (1555–1606), Goldschmied, Münzmeister, Mitglied des Grossen Rats 1588

Mittellöwen, jüngeres Geschlecht
- Emanuel Rohr (I.) († 1734), Spitalprediger zu Bern, Pfarrer in Staufberg
- Emanuel Rohr (II.) (1725–1807), Pfarrer in Niederbipp und Sigriswil
- Samuel Rohr (1727–1819), Weissgerber, Schaffner in Frienisberghaus
- Emanuel Gabriel Rohr (1754–1822), Pfarrer in Wangen an der Aare
- Emanuel Johann Rohr (1757–1811), Lehrer in Kirchleerau, Pfarrer in Münsingen
- Franz David Rohr (1760–1823), Weissgerber
- Karl Jakob Rohr (1790–1863), Arzt, Direktor des Ausserkrankenhauses
- Emanuel Karl Rohr (1827–1910), Pfarrer in Rohrbach und am Berner Münster
- Franz Rudolf Jakob Rohr (1831–1888), Ingenieur, Regierungsrat des Kantons Bern, Nationalrat
- Johann Eduard Ernst Rohr (1859–1944), Pfarrer in Rohrbach und Hilterfingen, Synodalratspräsident der bernischen Landeskirche[3]
- Otto Peter Paul Rohr (1900–1984), Architekt und Präsident der Gesellschaft zu Mittellöwen
- Carl Daniel Rohr, Unternehmer, Publizist

## Wappen
In Rot auf grünem Dreiberg drei schwarze Rohrkolben mit goldenen Halmen und zwei grünen Blättern.